# Mysmenopsis beebei
Espèce
Synonymes
- Lucarachne beebei Gertsch, 1960

Mysmenopsis beebei est une espèce d'araignées aranéomorphes de la famille des Mysmenidae.

## Distribution
Cette espèce est endémique de la Trinité à Trinité-et-Tobago.

## Description
Le mâle holotype mesure 1,4 mm. La femelle décrite par Platnick et Shadab en 1978 mesure 1,69 mm.

## Publication originale
- Gertsch, 1960 : Descriptions of American spiders of the family Symphytognathidae. American Museum novitates, no 1981, p. 1-40 (texte intégral).